# Predrag Bjelac
Predrag Bjelac (30 de junio de 1962), también conocido como Pedja Bjelac, es un actor serbio. Hizo de Igor Karkaroff en Harry Potter and the Goblet of Fire y de Lord Donnon en The Chronicles of Narnia: Prince Caspian. Es un graduado de la Facultad de Artes Dramáticas de la Universidad de Belgrado (FDU, 1986), y estudió en el Lee Strasberg Theatre Institute (1988) de Nueva York. Reside en República Checa con su esposa e hijas, Una y Tara.

## Filmografía parcial

### Películas
- Šest dana juna (1985) - Petar
- Poslednja priča (1987) - Vlada
- The Fall of Rock and Roll (1989) (como Peđa Bijelac)
- Destroying Angel (1990) - Otto
- Čudna noć (1990)
- Stand by (1991) - Veliki
- Harrison's Flowers (2000) - Doctor en Vukovar
- The Final Victim (2003) - Simons
- Eurotrip (2004) - Chico italiano en el Vaticano
- Kad porastem biću kengur (2004) - Baron
- Harry Potter and the Goblet of Fire (2005) - Igor Karkaroff[2]
- Amor Fati (2005) - Branko
- The Omen (2006) - Cuta
- Ro(c)k podvraťáků (2006) - Chřestýš
- The Chronicles of Narnia: Prince Caspian (2007) - Lord Donnon[3]
- Ať žijí rytíři! (2009) - Ahmed (Movie cut)
- Harry Potter and the Half Blood Prince (2009) - Igor Karkaroff (no acreditado; aparece en flashback)[2]
- Kao rani mraz (2010) - Stari Nikola
- Sasha (2010) - Vlado Petrovic
- Borgia (2011-2014) - Cardenal Francesco Piccolomini
- Czech-Made Man (2011) - Noha
- AS PIK (2012)
- Artiljero (2012) - Gane
- Ironclad: Battle for Blood (2014) - Maddog
- Child 44 (2015) - Basurov
- Gangster Ka (2015)
- DxM (2015) - Mosca
- Winnetou & Old Shatterhand (2016) - Tangua[5]
- Winnetou - Der letzte Kampf (2016) - Tangua
- Children of Dune () - Namri

### Series
- Warriors (1999) - Naser Zec
- The Immortal: Deja vu (2001) - Petr
- Spooks (2007) - Edik Kuznetzov
- The Fixer (2008) - Tarek Sokoli
- Dobrá čtvrť (2008) - Dragan[6]
- The Courier 2.0 (2008) - Valentine
- Ať žijí rytíři! (2010) as Ahmed
- 4-teens (2011) - Tío Dragan
- Cirkus Bukowsky (2013-2014) - Luka Coltello
- Případy 1. oddělení (2014) - Abikal
- Genius (2017) - Milos Maric
- Šifra Despot (2018-presente)[7]

## Comerciales
- Tiger Beer (Singapur)
- Pim's Choco Magic